# Forum Typografie
Das Forum Typografie e. V. ist ein gemeinnütziger eingetragener Verein mit Sitz in Essen. Ziel des Vereins ist es, Schrift und Typografie als Teil der Kultur ins Bewusstsein einer breiten Öffentlichkeit zu bringen, die Bedeutung und den Nutzen der Typografie für die Kommunikation deutlich zu machen und deren Qualität zu fördern.

## Geschichte, Gründung und Ziele
Im Sommer 1983 lud die Context GmbH (Gesellschaft für Typografie und Satztechnik, ein 1979 gegründeter Zusammenschluss deutscher und schweizerischer Layoutsetzereien) Fachpresse und Fachleute zu einer Irlandreise ein. In Bunratty Castle diskutierte man über Schriften und Typografie, über den mangelnden Austausch innerhalb der Branche und das allgemeine Desinteresse der Grafik-Designer und Werbegestalter an typografischer Gestaltung. Damals mit dabei waren Gerd Fleischmann, Helmut Schmidt Rhen, Erik Spiekermann, Hermann Schlieper, Anna Berkenbusch und Hans Peter Willberg. Auf der Pressekonferenz am 21. Oktober 1983 in Irland kam aus dem Journalistenkreis die Anregung, eine Art Type Directors Club zu gründen, um die typografische Qualität zu fördern. Die Idee für ein „Forum Typografie“ war geboren.
Ende März 1984 traf sich ein kommissarischer Vorstand aus 12 Gestalterinnen und Gestaltern in Essen-Kettwig zum entscheidenden Gründungsgespräch über Struktur und Namen. Als Name wurde „Forum Typografie“ gewählt. Bestehen sollte das Forum Typografie aus regionalen Arbeitskreisen, die sich nach Bedarf bilden und entwickeln sollten. Zusätzlich sollten jährliche bundesweite Treffen veranstaltet werden. Die Gründung eines Vereins sollte folgen, den Anspruch eines Elite-Clubs ließ man fallen. Das „Forum Typografie“ sollte offen für alle Interessierte sein und gerade der Austausch zwischen typografischen Neulingen und „Alten Hasen“ wurde ins Zentrum gestellt.
Das erste Treffen Forum Typografie fand vom 12. bis 14. Oktober 1984 in Berlin-Kreuzberg statt, 61 Gestalterinnen und Gestalter nahmen laut Dokumentation daran teil. Auf dem 3. Bundestreffen 1986 in Essen formulierte eine Arbeitsgruppe die Vereinssatzung. Der Verein „Forum Typografie e.V.“ wurde am 27. Februar 1987 in Essen gegründet.

## Vorsitzende
Erster und langjähriger Vorsitzender des Vereins war Hans Peter Willberg. Er prägte auch früh das Motto des Vereins: „Nicht das Kapital verbindet uns, sondern die Kapitälchen“. Zweite Vorsitzende waren Irmgard Voigt und Brigitte Willberg. Andreas Maxbauer war von 2003 bis 2012 Erster Vorsitzender. Heute ist die Typografin Ulrike Borinski Vereinsvorsitzende.

## Arbeitskreise
In verschiedenen Regionen Deutschlands bildeten sich über die Jahre einzelne Arbeitskreise. Auf den meist monatlich stattfindenden Treffen zeigte man sich gegenseitig seine typografischen Arbeiten und diskutierte darüber. Einzelne Arbeitskreise initiierten Wettbewerbe und publizierten die Ergebnisse in gestalterisch aufwendigen Büchern. Der Arbeitskreis Rhein-Main führte mit Gestalterinnen und Gestaltern mündliche oder schriftliche Interviews und veröffentlichte sie 1986 in einer Broschüre unter dem Titel 378 Antworten auf 6 Fragen zur Typografie.
1995 existierten Arbeitskreise in Baden-Württemberg, Berlin, Bremen, Düsseldorf, Hamburg, Hannover, Kassel, Köln, München, Rhein-Main.

## Bundestreffen
Das jährlich stattfindende Bundestreffen lag jeweils in den Händen eines Arbeitskreises. In den ersten Jahren stand die Vorstellung und Diskussion neuer Arbeiten der Mitglieder im Zentrum der Treffen. In Zeiten des aufkommenden Desktop-Publishing (DTP) waren das oftmals lebhafte Diskussion zwischen typografisch Vertrautem und typografisch Neuem. Von Jahr zu Jahr entwickelten sich die Bundestreffen zu Veranstaltungen unter einem besonderen Thema mit entsprechenden exklusiven Fachvorträgen.
- 1984 Berlin: Gründungstreffen. 12. bis 14. Oktober 1984
- 1985 München: 3. bis 5. Mai 1985
- 1986 Essen: 30. Mai bis 1. Juni 1986
- 1987 Offenbach am Main: Typografie 1987 – Typografie 2000. 8. bis 10. Mai 1987
- 1988 Bremen: Hundertachtundachzig [sic] Gestalter/-innen. 27. bis 29. Mai 1988
- 1989 Hannover: Typografie in der Werbung.
- 1990 Stuttgart: Typografie in Europa. 1. bis 4. Juni 1990
- 1991 Berlin: Umbruch. 31. Mai bis 2. Juni 1991
- 1992 Hamburg: Sprache wird Bild. 29. bis 31. Mai 1992
- 1993 Köln: Punktum. Zehn Jahre Forum Typografie. 18. bis 20. Juni 1993
- 1994 Mainz: etc. Teilnehmer gestalten das Forum. 3. bis 5. Juni 1994
- 1995 Kassel: 0012. 9. bis 11. Juni 1995
- 1996 Düsseldorf: Glaubensfragen. 1996
- 1997 Hannover: Emotion.
- 1998 Potsdam: Machtspiele. Macht, Spiele. Machtspiele! 5. bis 7. Juni 1998
- 1999 Leipzig: Dazwischen (Spatium).
- 2000 Hamburg: Navigation durch Text, Bild und Raum.
- 2001 Weimar: Circus. 15. bis 17. Juni 2001[6]
- 2002 München: Zukunftsmusik. Typografie und Ton im Dialog. 14. bis 16. Juni 2002
- 2003 Essen: XXCHANGE, Zeit für Arbeit an Antworten. 3. bis 5. Oktober 2003
- 2004 Hannover: Schrift bewegt.
- 2007 Düsseldorf: Typografie – Schriftgestalter. Über Schrift und Gestalten. 3. bis 25. Februar 2007
- 2008 Bremen: Typografie zwischen Ulm und Amsterdam. 13. bis 15. Juni 2008[7]

## Wettbewerbe
1985 widmete das Forum Typografie, auf Anregung von Helmut Schmidt Rhen, seinen ersten Wettbewerb dem typografischen Nachwuchs. Auf einer vorgegebenen Buchdoppelseite sollte das Thema Typografie ernsthaft aber nicht humorlos, als eine „Synthese aus Denken, Erfinden und Darstellen“ vorgestellt werden. „Die Entwürfe sollten inhaltlich und/oder formal neue experimentelle Ansätze zeigen.“ Aus 415 Einsendungen wählte eine Jury 49 Beiträge für das Buch aus. Gerd Fleischmann konzipierte und gestaltete diese Beiträge plus einen redaktionellen Teil zum StabenBuch.
Der zweite Wettbewerb, 1987 vom Arbeitskreis Bremen ausgerichtet, stand unter dem Thema Was Typografie kann. Er war offen für den Nachwuchs und die „Alte Hasen“. Erwartet wurde von den Teilnehmern keine Aussage zur Typografie, sondern eine typografische Aussage. Ein Text sollte in seiner „Manuskriptfassung“ und in seiner typografischen Umsetzung gezeigt werden. Diese Gegenüberstellung sollte zeigen, wie Typografie Inhalte transportieren, beeinflussen und gestalten kann. Gestaltet werden sollte diese typografische Aussage auf einer Postkarte im üblichen Format 148 × 105 mm. Ergebnisse waren beispielsweise: Aus der Manuskriptzeile „Bauhaus 1987“ wurde das Preisschild des Baumarkts BAUHAUS 19,87 (David Peters) und aus der Zeile „Was Typografie kann.“ wurde durch Veränderung der Wortabstände und in Versalien geschrieben „WASTY POGR A FIEK ANN.“ (Suse Topitsch). Das gleichnamige Buch erschien 1989 mit perforierten Postkarten zum Heraustrennen.

## Veröffentlichungen
- Arbeitskreis Berlin (Hrsg.): 1. Forum Typografie. Zwei Bögen DIN A2 auf A3 gefaltet. Text: Erik Spiekermann, Fotos: Hans Werner Holzwarth, Berlin 1984.
- Arbeitskreis München (Hrsg.): Grüß Gott. Dokumentation 2. Bundestreffen Forum Typografie, München 1986.
- Arbeitskreis Düsseldorf (Hrsg.): Fächer Carl. Dokumentation 3. Bundestreffen Forum Typografie als Fächer mit Buchbindeschraube, Text: Roland Henß-Dewald, Essen 1986.
- Forum Typografie Essen (Hrsg.): StabenBuch. Ergebnisse des Wettbewerbs ’85. Essen 1986, ISBN 3-923199-01-5.
- Arbeitskreis Rhein-Main, Klaus Hullmann (Hrsg.): 378 Antworten auf 6 Fragen zur Typografie. Forum Typografie Arbeitskreis Rhein-Main 1985/86.
- Arbeitskreis Rhein-Main (Hrsg.): 4. Bundestreffen Forum Typografie: Typografie 1987 – Typografie 2000, Offenbach am Main 1987, Hermann Schmidt Verlag, Mainz 1987, ISBN 3-87439-170-1.
- Arbeitskreis Bremen (Hrsg.): Hundertachtundachzig [sic] Gestalter/-innen. Leporello, Dokumentation 5. Bundestreffen Forum Typografie, Text: Roland Henß-Dewald, Bremen 1988.
- Arbeitskreis Bremen (Hrsg.): Was Typographie kann. Ergebnisse aus dem Postkartenwettbewerb des Forum Typographie 1987. Bremen 1989, ISBN 3-87439-186-8.
- Arbeitskreis Baden-Württemberg (Hrsg.): Typografie in Europa. Dokumentation 7. Bundestreffen Forum Typografie. Stuttgart 1990.
- Arbeitskreis Berlin (Hrsg.): Umbruch. Dokumentation 8. Bundestreffen Forum Typografie. Verlag Hermann Schmidt, Mainz 1994, ISBN 3-87439-242-2.
- Arbeitskreis Hamburg (Hrsg.): Sprache wird Bild. Dokumentation 9. Bundestreffen Forum Typografie. Verlag Hermann Schmidt, Mainz 1992, ISBN 3-87439-295-3.
- Arbeitskreis Köln (Hrsg.): Punktum. Zehn Jahre Forum Typografie. Dokumentation 10. Bundestreffen Forum Typografie. Verlag Hermann Schmidt, Mainz 1993, ISBN 978-3-87439-300-3.
- Arbeitskreis Rhein-Main (Hrsg.): etc. Dokumentation 11. Bundestreffen Forum Typografie, Mainz 1994, Verlag Hermann Schmidt, Mainz 1995, ISBN 3-87439-329-1.
- Arbeitskreis Kassel (Hrsg.): 0012. Fünf Hefte im Schuber und Zehn Karten mit Informationen zum Forum Typografie e. V. Dokumentation 12. Bundestreffen Forum Typografie, Kassel 1995, Verlag Hermann Schmidt, Mainz 1995, ISBN 3-87439-393-3.
- Arbeitskreis Düsseldorf (Hrsg.): Glaubensfragen. Dokumentation 13. Bundestreffen Forum Typografie, Düsseldorf 1996, Format 49 × 68 cm, 60 Seiten ungeheftete Lagen.
- Fachhochschule Potsdam (Hrsg.): Machtspiele. Macht, Spiele. Machspiele! Dokumentation 15. Bundestreffen Forum Typografie. Verlag Hermann Schmidt, Mainz 1999, ISBN 3-87439-473-5.
- Arbeitskreis Hamburg (Hrsg.): Navigation durch Text, Bild und Raum. Dokumentation 17. Bundestreffen Forum Typografie. Eigenverlag, Hamburg 2001, ISBN 978-3-00-007838-5.
- Tino Grass (Hrsg.): schriftgestalten – über schrift und gestaltung. 22. Bundestreffen Forum Typografie Düsseldorf, Verlag Niggli AG, Sulgen 2008, ISBN 978-3-7212-0653-1.
- Hochschule für Künste Bremen (Hrsg.): Zwischen Kopf und Bauch – Design als Denkdisziplin. Dokumentation 23. Bundestreffen Forum Typografie. Eckstein Verlag, Bremen 2009, ISBN 3-940717-15-0.

## Website
- Forum Typografie e.V.